# Развод на одређено време
Развод на одређено време је југословенски филм из 1986. године. Режирао га је Милан Јелић који је написао и сценарио. Филм је премијерно приказан 5. јуна 1986. године. После филмова Рад на одређено време и Мој тата на одређено време представља трећи филм који прати живот Синише и Светлане као и њихове проблеме са становањем али и брачне згоде и незгоде.

## Кратак садржај
Синиша и Светлана крећу на медени месец у Шпанију али су грешком туристичке агенције завршили на обалама Црногорског приморја. Разочарани се враћају у Београд где их чекају нови проблеми, Светлана је поднела захтев за добијање стана али предност имају разведене мајке са децом. Они одлучују да се разведу на одређено време како би преварили стамбену комисију и добили стан.

## Улоге
| Глумац                   | Улога                        |
| ------------------------ | ---------------------------- |
| Љубиша Самарџић          | Синиша Пантић                |
| Милена Дравић            | Светлана Милановић           |
| Велимир Бата Живојиновић | Милутин                      |
| Јелисавета Саблић        | Сека                         |
| Власта Кнезовић          | Коса                         |
| Драгомир Бојанић Гидра   | Бора                         |
| Оливера Марковић         | Косина мајка                 |
| Владан Живковић          | Радомир                      |
| Душан Петковић           | Иван                         |
| Томислав Гелић           |                              |
| Милан Срдоч              |                              |
| Радмила Гутеша           |                              |
| Оља Бећковић             | Лана                         |
| Даница Максимовић        | Матилда                      |
| Лидија Вукићевић         | Соја                         |
| Љиљана Седлар            | Судиница                     |
| Љиљана Газдић            |                              |
| Сека Слијепчевић         |                              |
| Михаило Бата Паскаљевић  | конобар                      |
| Гордана Леш              |                              |
| Нада Војиновић           |                              |
| Божидар Павићевић        |                              |
| Данило Радуловић         |                              |
| Снежана Бећаревић        |                              |
| Душан Тадић              | председник стамбене комисије |
| Богдан Михаиловић        |                              |
| Столе Новаковић          |                              |
| Даница Максимовић        |                              |
| Загорка Петровић         |                              |
| Бранко Петковић          |                              |
| Мирослава Николић        |                              |
| Даринка Јакшић           |                              |
| Миња Војводић            |                              |
| Љубо Шкиљевић            |                              |
| Ратко Танкосић           | Полицајац                    |
| Јован Никчевић           |                              |